# H.E.R.
헐(H.E.R., 1997년 6월 27일 ~ )은 미국의 싱어송라이터이다. 예명은 "Having Everything Revealed"의 약어이다.

## 음반 목록
- H.E.R. (2017)
- I Used to Know Her (2019)